# 알렉산드라 빌링스
알렉산드라 빌링스(Alexandra Billings, 1962년 3월 28일 ~ )는 미국의 배우, 모델이며, 트랜스젠더 여성이다.

## 출연 작품
- 밸리 오브 본즈 (2017)
- 트랜스페어런트 (2014)
- 간호사들 (2007)
- 소켓 (2007)

### 텔레비전
- Pretty/Handsome (2008) - 파일럿